# مارسيلا أرايكا
مارسيلا أرايكا (بالإنجليزية: Marcella Araica) مهندسة تسجيل وتوزيع أمريكية، وزعت وسجلت مقطوعات لعديد من الفنانين منهم بريتني سبيرز ودوران دوران وبينك وتمبالاند.

## السيرة الذاتية
بدأت أرايكا مسيرتها المهنية كمساعدة في شركة هيت في مارس 2002، تخرجت أرايكا من برنامج إنتاج وتسجيل فول سيل في فلوريدا عام 2002، تتلمذت على يد جيمي دوجلاس وديماسيو كاستيلون، تصف أرايكا كيف كان من الصعب دخول مهنة يسيطر عليها الذكور «كأنثى كان لدي المزيد لإثباته»، عملت كمهندس مساعد في جلسات لتمبالاند وميسي إيليوت، بعد ذلك أصبحت مهندسة بدوام كامل في الاستوديو وعملت بشكل وثيق مع تمبالاند.
في أوائل العقد الأول من القرن الحادي والعشرين التقت بدانجا وبدأ الاثنان في العمل معًا، في عام 2008 أنشآ تسجيلات نارس، وفي عام 2014 افتتحا استوديو في ميامي يدعى حلم اللجوء (دريم أسيلم)، بُني الاستوديو في مستودع سابق ويحتوي على غرف تسجيل منفصلة لكل من دانجا وأرايكا.
غالبًا ما تزور أرايكا جامعة فول سيل لنشر معرفتها وإعطاء الطلاب الحاليين نظرة فاحصة على ما يتطلبه الأمر حقًا للنجاح في صناعة الموسيقى، أنشأت أرايكا أيضًا مؤسسة قيعان حمراء (ريد بوتومز) من أجل دعم النساء في صناعة الموسيقى.
تتمثل طريقة أرايكا في العمل مع المشاريع الموسيقية في التركيز بشكل أساسي على الجانب الصوتي للأغنية، ثم تستخدم التأثيرات في برو تولز وأوتبورد جير، وقد وصفت نفسها بأنها «عالمة مجنونة عندما أكون في الاستوديو».

### رصيدها الشخصي
تتضمن أرصدة التوزيع والتسجيل لأرايكا  أعطنى المزيد (Gimme More) لبريتني سبيرز وعلى طريقي (The Way I Are) بواسطة تمبالاند، وهاجر (Migrate) لميرا كاري ونحن ذاهبون (We Takin 'Over) لدي جي خالد، وعندما ذهبت (When I Gone) لسمبل بلان والوادي (the valley) لدوران دوران. [بحاجة لمصدر]

## التسجيلات المختارة
تحت أسماء عديدة منها مارسيلا أرايكا وأرايكا مس لاجو وأرايكا ذي انكردبل لاجو

### وزعت
- مناسبة خاصة "Special Occasion"
- فتاة سيئة "Bad Girl"
- 26 يوم"Day26"
- "E=MC²"
- أهلا في بيت الالعاب "Welcome To The Dollhouse"
- في عالم مثالي "In a Perfect World…"
- اخفِ الرم "Hide The Rum"
- تعتيم "Blackout"

### ظهرت في
- الوادي"The Valley"
- بعد العاصفة "After the Storm"
- "Pass That Dutch" / "Hurt Sumthin"
- أنا حقًا ساخنة "I'm Really Hot"
- عمل القرود "Monkey Business"
- آكل لحم الإنسان "Maneater"
- استرخ وسجل ملاحظات "Relax And Take Notes" / "Turn Up The Bump"
- الانفجار العظيم"The Big Bang"
- مجهول "Anonymous"
- أعطني المزيد "Gimme More"
- يوم تري "Trey Day"
- عندما أذهب "When I'm Gone"
- اكسر الثلج "Break The Ice"
- سيرك "Circus"
- عالم ما بعد الموت "Overworld"
- خطة بسيطة "Simple Plan"
- الأقراص الدوارة "Turntables"
- شخص غريب المنظر "Freak"
- عاشق مثالي "Perfect Lover"
- حارة كالجليد "Hot As Ice"

## الجوائز
حصلت على جائزتي الجمعية الأمريكية للملحنين والمؤلفين والناشرين في 2010 لعملين: طرحك أرضًا (Knock You Down) ورصين (Sober).

## روابط خارجية
- مارسيلا أرايكا على موقع ميوزك برينز (الإنجليزية)
- مارسيلا أرايكا على موقع أول ميوزيك (الإنجليزية)
- مارسيلا أرايكا على موقع ديسكوغز (الإنجليزية)
- مارسيلا أرايكا على موقع ديسكوغز (الإنجليزية)